# La notte (film 1961)
La notte è un film del 1961 diretto da Michelangelo Antonioni.
La pellicola ottenne l'Orso d'oro al Festival di Berlino, Nastro d'argento e David di Donatello per la regia del miglior film.
Capitolo centrale della cosiddetta "trilogia esistenziale" o "dell'incomunicabilità", segue L'avventura e precede L'eclisse. È stato considerato un film fortemente innovativo nei contenuti e nel linguaggio filmico. Di rilievo il cast tecnico-artistico fra cui gli sceneggiatori Ennio Flaiano e Tonino Guerra ed i principali interpreti Marcello Mastroianni, Jeanne Moreau e Monica Vitti.
Il 6 luglio 1960, mentre dirigeva una scena in Corso Europa a Milano, Michelangelo Antonioni fu ferito a un piede da un'auto coinvolta nella scena.

## Trama
La giornata di una coppia in crisi, dalla mattina all'alba del giorno dopo. Giovanni, scrittore di successo, e la moglie Lidia visitano in clinica Tommaso, un caro amico gravemente malato, quindi partecipano al ricevimento di presentazione del nuovo libro. Lidia, sconvolta, se ne va presto e vagabonda senza meta per la città, mentre il marito l'attende a casa.
Alla sera, per rompere la monotonia, si recano in un tabarin, dove assistono a uno spettacolo di danza, ma Lidia pare non sopportare l'uscita a due, perciò la coppia si sposta fuori città, accettando l'invito ad una festa nella grande villa dell'industriale Gherardini, che propone a Giovanni di assumerlo e di fargli scrivere un libro sulla sua impresa.
Giovanni è affascinato da Valentina, ventiduenne, che in mezzo ai festeggiamenti se ne sta in disparte a leggere e che scopre essere la figlia del padrone di casa. Lidia rimane chiusa nel suo disagio esistenziale dopo aver telefonato in clinica e aver scoperto che Tommaso era morto da pochi minuti, infastidita dalla vacuità dei comportamenti degli invitati.
In seguito ad un temporale che interrompe il ricevimento, Lidia si ritrova a tu per tu con Valentina e le spiega di non provare alcuna gelosia, dato che considera il suo matrimonio finito da tempo. Alle due donne al termine della notte si unisce Giovanni, che insieme a Lidia lascia Valentina, visibilmente turbata, e si apre ad un confronto finalmente sincero nel parco della villa.
Lei, dopo aver confessato i suoi sentimenti ambivalenti per lui e Tommaso, gli legge una sua vecchia e struggente lettera che Giovanni non ricordava di aver scritto, ribadendo di non amarlo più; Giovanni invece ritrova la passione per lei proprio quando sembrava ormai sopita, abbracciandola e baciandola con un ritrovato e intenso trasporto.

## Produzione
Il film è ambientato a Milano. I titoli di testa presentano il grattacielo Pirelli, dall'alto ancora in fase di costruzione, e la Stazione Centrale di Milano sul lato di piazza IV Novembre. La coppia protagonista del film abita in via Giovanni Battista Pirelli in un palazzo quasi all'angolo con via Gustavo Fara; in una ripresa dal balcone si nota l'edificio al numero 24 di via G.B. Pirelli. Si notano via Copernico, via Respighi, via Melchiorre Gioia e Sesto San Giovanni nei pressi della società Breda. La coppia circola su una Alfa Romeo Giulietta T.i. del 1960.

## Distribuzione

### Censura
La notte, che uscì nei cinema italiani nel 1961, fu classificato dalla Commissione per la Revisione cinematografica del Ministero per i beni e le attività culturali come vietato ai minori di sedici anni. La commissione inoltre impose i seguiti tagli: a) Parte della scena dell'ospedale dopo il bacio iniziale tra Giovanni (Marcello Mastroianni) e la ricoverata (Maria Pia Luzi); b) La parola "puttana" pronunciata da una delle signore che passeggiano nel parco; c) Parte della scena finale del film quando, durante l'abbraccio finale, Giovanni e Lidia si distendono sull'erba, con una ripresa successiva della scena con una panoramica dove la coppia si intravede sul fondo, lasciando poi spazio solo al paesaggio.

## Accoglienza
Al debutto nelle sale vi furono celebri interventi provenienti dal mondo intellettuale, fra cui quello di Moravia, che elogiò l'originalità della narrazione, e quello di Pasolini, il quale analizzò acutamente punti di contatto e differenze con il romanzo La noia dello stesso Moravia, pubblicato proprio in quei mesi.

### Critica
L'azione si svolge a Milano nei primi anni sessanta nel pieno fervore sociale del boom economico, durante l'arco di un pomeriggio ed una notte. “L'ambiente è quello dei "nouveaux riches", dove lavoro e cultura, snobismo e affettazione si mescolano, e dove l'autenticità viene a volte scolorita e mistificata dalle maschere degli atteggiamenti”.
Come per le pellicole precedenti del regista ferrarese, La notte non incontrò i favori del pubblico, mentre ebbe immediatamente un notevole impatto sulla critica, conquistando grandi lodi e consacrando Antonioni quale maestro di un cinema moderno ed atipico, destinato ad avere una significativa influenza su molte generazioni successive di cineasti (Malle, Godard, Wenders, Wong Kar-wai, Fatih Akın, Hou Hsiao-hsien, Kim Ki-duk) e movimenti (Nouvelle Vague).
L'opera, per alcuni straniante e di difficile fruizione, è stata saltuariamente giudicata cerebrale e datata, perché intimamente legata alla descrizione di un determinato periodo storico ed una classe sociale (i primi anni sessanta e la borghesia intellettuale). La maggioranza degli studi critici, al contrario, evidenzia la pervicacia di Antonioni nel seguire un percorso artistico personale privo di compromessi verso l'industria dello spettacolo, documentando inoltre una realtà culturale allora molto in voga e scarsamente rappresentata al cinema, in un'epoca dominata da correnti neorealiste e commedie all'italiana.

## Riconoscimenti
- 1961 - Festival di Berlino
  - Orso d'oro a Michelangelo Antonioni
- 1961 - David di Donatello
  - Miglior regista a Michelangelo Antonioni
- 1962 - Nastro d'argento
  - Regista del miglior film a Michelangelo Antonioni
  - Migliore attrice non protagonista a Monica Vitti
  - Migliore colonna sonora a Giorgio Gaslini
  - Candidato per la Migliore fotografia a Gianni Di Venanzo

## Contenuti e linguaggio
- Tematicamente attratto dalle correnti culturali e dalla letteratura d'avanguardia (Proust, Broch, Musil, Camus), Antonioni riprende e definisce gli elementi cardine della sua poetica, quali l'alienazione dell'uomo nella società ed il suo disagio esistenziale[12], il sesso inteso come desiderio di trovare un rapporto con gli altri nell'esaurirsi dei sentimenti, l'incomunicabilità in una civiltà industriale conformista, venale, spiritualmente stanca, ed il tema della donna come essere più consapevole della crisi nella quale è immersa, ma ugualmente impotente di fronte ad essa.[13]
- Narrativamente, mantiene uno sviluppo non lineare, in cui la progressione dei fatti non avviene in senso drammaturgicamente tradizionale, ma attraverso il costante e lento procedere di scene in cui introspezione e rapporto con l'ambiente interagiscono insieme ad avvenimenti e dialoghi apparentemente privi di senso. Privilegiando l'aspetto psicologico tramite pensieri e sensazioni, viene creata un'atmosfera di chiusura, dissoluzione ed annientamento delle personalità.[14] Questa sintassi espositiva di Antonioni sarà la peculiarità stilistica più studiata ed imitata.
- Dal punto di vista figurativo il regista, memore della lezione post-impressionista di Cézanne, de Chirico e Sironi, persegue nelle inquadrature una ricerca visiva sulle profondità di campo ed i volumi delle forme. Coadiuvato da uno dei maggiori direttori della fotografia italiani, Gianni Di Venanzo, e dosando magistralmente i chiaroscuri di scenografie ed architetture, instaura un originale rapporto tra personaggi e spazio circostante. Alcuni scorci del nascente degrado metropolitano di quegli anni, tra i più emblematici e suggestivi nella loro fredda drammaticità, danno un senso particolare all'annichilimento dell'uomo nel contesto urbano, ed ispirano anche le prime pellicole di Pasolini.
- Il finale del film è caratterizzato da un improvviso ribaltamento emotivo, che sposta il tono dalla distaccata analisi introspettiva ad un passionale, malinconico e tardivo sfogo di sentimenti rimasti a lungo inespressi.
- «Il regista Antonioni, nel film La notte, ci dà un ritratto piuttosto azzeccato di un tipo di industriale lombardo (...). È un nuovo e abbastanza diffuso campione di compratore di cultura, di colui che, confusamente, avverte la necessità di avere qualche nome importante nella sua fiorente organizzazione».[15]

## Curiosità
- Pensato inizialmente come un racconto delle vicissitudini di sette coppie in crisi durante una notte, il soggetto venne ridotto e modificato drasticamente dallo stesso Antonioni con l'eliminazione di tutte le storie previste tranne quella principale.[16]
- Alla fine dei titoli di coda del film Brian di Nazareth del collettivo di comici Monty Python, è riportata la seguente nota:

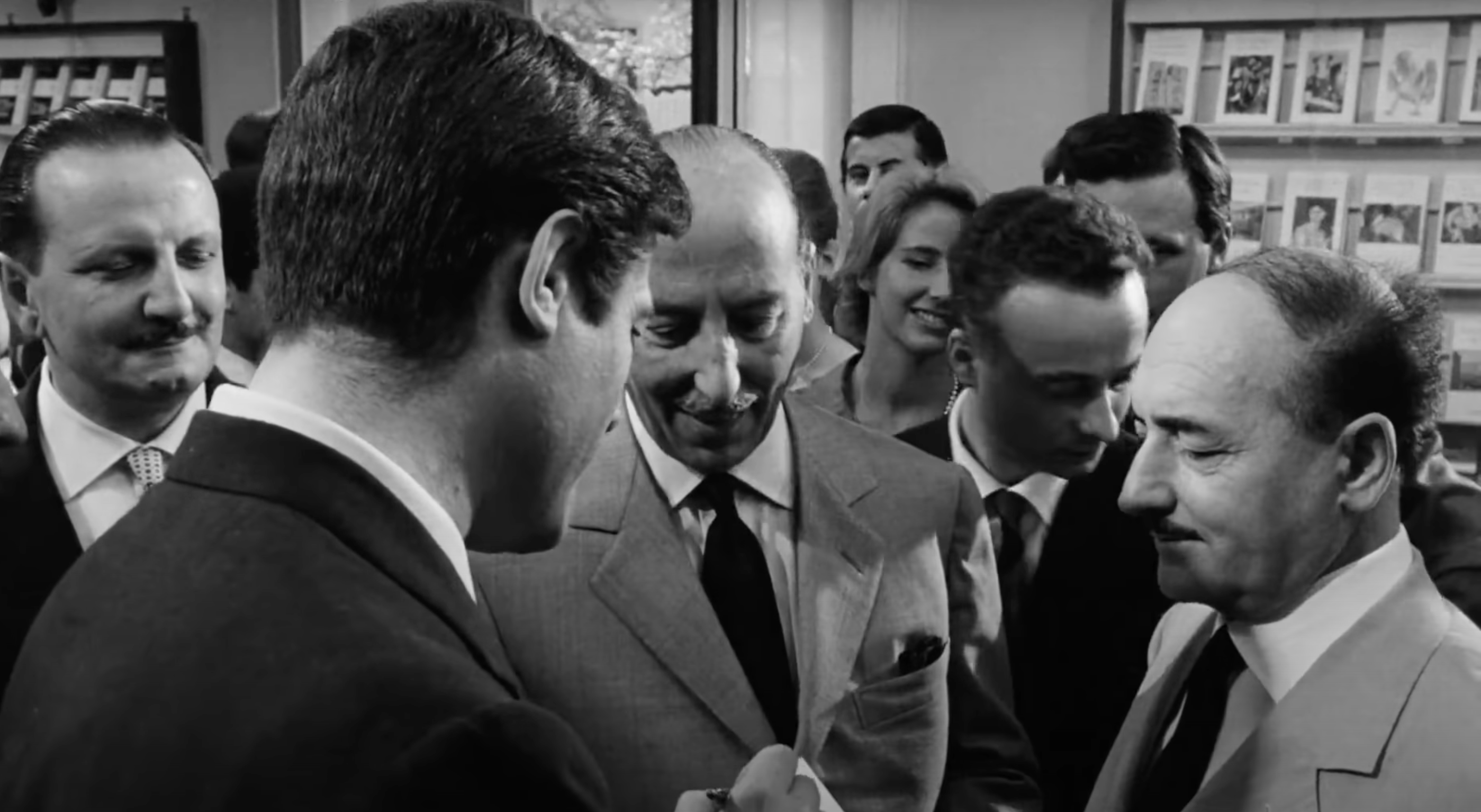
Il cameo di Salvatore Quasimodo

- Il film rimane l'unica collaborazione di Michelangelo Antonioni con Giorgio Gaslini per la colonna sonora.
- Alla festa di presentazione del libro di Giovanni è presente Salvatore Quasimodo, nel ruolo di se stesso (viene indicato solo come «il nostro Premio Nobel»), e un giovane Umberto Eco. Si notano anche l'editore Valentino Bompiani e lo scrittore Ottiero Ottieri, che avrebbe sceneggiato il successivo film di Antonioni, L'eclisse.
- Stanley Kubrick annoverava questo film tra i suoi preferiti.[17]